# Пухирникові
Пухирникові (Lentibulariaceae) — родина рослин порядку губоцвітих (Lamiales).